# Phalium
Phalium là một chi ốc biển lớn, động vật thân mềm chân bụng sống ở biển trong họ Cassidae, họ ốc kim khôi.

## Miêu tả
Abbott (1968) đưa ra một khái niệm rất toàn diện về chi Phalium, bao gồm tất cả các loài thuộc phân họ Phaliinae ngoại trừ những loài có trong chi Casmaria H. & A. Adams, 1853. Các tác giả hiện tại (Alf, 1997; Beu, 2008) ghi nhận ở chi Phalium chỉ những loài có tĩnh mạch dọc theo chóp và có gai xung quanh mép ngoài của tĩnh mạch tận cùng như ở Casmaria. Các loài Phalium có hình dáng vỏ chủ yếu là hình xoắn ốc và chỉ có một số ít loài đầu cuối không có gai hiện được phân loại trong chí Semicassis Mörch, 1852 nhưng lải thường được xếp vào Phalium.

## Các loài
Theo World Register of Marine Species (WoRMS), các loài sau đây được ghi nhận thuộc chi Phalium :
- Phalium areola (Linnaeus, 1758)
- Phalium bandatum (Perry, 1811)
- Phalium decussatum (Linnaeus, 1758)
- Phalium evdoxiae H. Morrison, 2016
- Phalium exaratum (Reeve, 1848)
- Phalium fimbria (Gmelin, 1791)
- Phalium flammiferum (Röding, 1798)[3]
- Phalium glaucum (Linnaeus, 1758)
- † Phalium menkrawitense Beets, 1941
- Phalium muangmani Raybaudi Massilia & Prati Musetti, 1995

Các loài đồng danh
- Phalium adcocki (G. B. Sowerby III, 1896): syn.Semicassis adcocki (G. B. Sowerby III, 1896)
- Phalium agnitum Iredale, 1927: syn. Phalium areola (Linnaeus, 1758)
- Phalium andersoni Abbott, 1968: syn. Echinophoria hadra (Woodring & Olsson, 1957)
- Phalium bisulcatum (Schubert & J. A. Wagner, 1829): syn. Semicassis bisulcata (Schubert & J. A. Wagner, 1829)
- Phalium breviculum Tsi & Ma, 1980: syn. Phalium flammiferum (Röding, 1798)
- Phalium cicatricosum (Gmelin, 1791): syn. Semicassis granulata (Born, 1778)
- Phalium clathratum Link, 1807: syn. Phalium areola (Linnaeus, 1758)
- Phalium coronadoi (Crosse, 1867): syn. Echinophoria coronadoi (Crosse, 1867)
- Phalium craticulatum (Euthyme, 1885): syn. Semicassis craticulata (Euthyme, 1885)
- Phalium decipiens Kilburn, 1980: syn. Semicassis decipiens (Kilburn, 1980) (original combination)
- Phalium denisi Salmon, 1948: syn. Semicassis angasi (Iredale, 1927)
- Phalium edentulum Link, 1807: syn. Casmaria erinaceus (Linnaeus, 1758)
- Phalium extinctum Link, 1807: syn. Phalium areola (Linnaeus, 1758)
- Phalium faurotis (Jousseaume, 1888): syn. Semicassis faurotis (Jousseaume, 1888)
- Phalium fibratum P. Marshall & Murdoch, 1920 †: syn. Semicassis fibrata (P. Marshall & Murdoch, 1920) †
- Phalium fimbriata (Gmelin, 1791): syn. Phalium fimbria (Gmelin, 1791) (misspelling)
- Phalium glabratum (Dunker, 1852): syn. Semicassis glabrata (Dunker, 1852)
- Phalium grangei Marwick, 1926 †: syn. Echinophoria grangei (Marwick, 1926) †
- Phalium granulatum (Von Born, 1778): syn. Semicassis granulata (Born, 1778)
- Phalium hectori Abbott, 1968 †: syn. Echinophoria pollens (Finlay, 1926) †
- Phalium iheringi Carcelles, 1953: syn. Semicassis zeylanica (Lamarck, 1822)
- Phalium inornatum Pilsbry, 1895 : syn. Semicassis inornata (Pilsbry, 1895)
- Phalium kurodai Abbott, 1968 : syn. Echinophoria wyvillei (Watson, 1886)
- Phalium labiatum (Perry, 1811): syn. Semicassis labiata (Perry, 1811)
- Phalium microstoma (E. von Martens, 1904): syn. Semicassis microstoma (E. von Martens, 1904)
- Phalium pila (Reeve, 1848): syn. Semicassis bisulcata (Schubert & J. A. Wagner, 1829)
- Phalium ponderosa [sic]: syn. Phalium ponderosum (Gmelin, 1791): syn. Casmaria ponderosa (Gmelin, 1791)
- Phalium ponderosum (Gmelin, 1791): syn. Casmaria ponderosa (Gmelin, 1791)
- Phalium pseudobandatum S. K. Tan, H. E. Ng & Nguang, 2013: syn. Phalium bandatum (Perry, 1811)
- Phalium pyrum (Lamarck, 1822): syn. Semicassis pyrum (Lamarck, 1822)
- Phalium quadratum Link, 1807: syn. Casmaria ponderosa (Gmelin, 1791)
- Phalium saburon (Bruguière, 1792) : syn. Semicassis saburon (Bruguière, 1792)
- Phalium semigranosum (Lamarck, 1822): syn. Semicassis semigranosa (Lamarck, 1822)
- Phalium skinneri Marwick, 1928 †: syn. Semicassis skinneri (Marwick, 1928) †
- Phalium stadiale (Hedley, 1914): syn. Semicassis pyrum (Lamarck, 1822)
- Phalium strigatum (Gmelin, 1791): syn. Phalium flammiferum (Röding, 1798)
- Phalium sulcatum Link, 1807: syn. Phalium areola (Linnaeus, 1758)
- Phalium torquatum Reeve, 1848: syn. Casmaria ponderosa (Gmelin, 1791)
- Phalium undulatum (Gmelin, 1791): syn. Semicassis granulata (Born, 1778)
- Phalium vibex Linnaeus, 1758: syn. Casmaria erinaceus (Linnaeus, 1758)
- Phalium whitworthi Abbott, 1968: syn. Semicassis whitworthi (Abbott, 1968)